# 吉布斯 (密蘇里州)
吉布斯（英語：Gibbs）是位於美國密蘇里州亞代爾縣的村。

## 人口
根據2020年美國人口普查的數據，吉布斯的面積為0.64平方千米，皆為陸地。當地共有人口70人，而人口密度為每平方千米109人。